# Площадь Восстания (станция метро)
«Пло́щадь Восста́ния» — станция Петербургского метрополитена. Входит в состав Кировско-Выборгской линии, расположена между станциями «Владимирская» и «Чернышевская».
Станция открыта 15 ноября 1955 года в составе первой очереди метрополитена «Автово» — «Площадь Восстания». Названа по одноимённой площади.
15 декабря 2011 года Советом по сохранению культурного наследия станция внесена в единый государственный реестр объектов культурного наследия регионального значения.
Станцией ежедневно пользуются около 93 тысячи человек (суммарная проходимость через оба входа/выхода). Ежемесячный пассажиропоток составляет 2 801 691 человек.

## Наземные сооружения
Павильон северного выхода станции выполнен по проекту архитекторов В. В. Ганкевич, Б. Н. Журавлёва, И. И. Фомина, инженера Е. А. Эрганова и располагается на пересечении Невского и Лиговского проспектов и улицы Восстания, на месте снесённой Знаменской церкви.
Павильон оформлен в классическом стиле — круглое здание с пристроенными по сторонам ризалитами. Здание, являющееся одним из символов петербургского метро, завершает ротонда со шпилем, который с момента постройки был увенчан звездой в лавровом венке. За месяц до открытия возведённого на площади Восстания монумента, также увенчанного звездой, звезда на шпиле станции метро была заменена буквой «М» (то есть «Метро»). Позднее буква была утрачена.
13 августа 1960 года был открыт второй вестибюль в Московском вокзале с выходами на вокзал и Лиговский проспект. Архитекторы — А. С. Гецкин и В. П. Шувалова. Изначально, кроме подземного перехода в световой зал, существовал переход к платформам пригородного движения, который был закрыт при внедрении на них автоматизированной системы оплаты. В 2004 году вестибюль был реконструирован, на наклонном ходе оригинальные бордовые панели эскалаторных балюстрад были заменены на металлические.
В обоих вестибюлях действуют трёхленточные эскалаторные марши с эскалаторами типа ЛТ-1. Высота подъёма в северном вестибюле составляет ≈ 57 м, в южном ≈ 54 м.
- Павильон станции
- Выход в город
- Кассы
- Вход с Лиговского проспекта в здании Московского вокзала

## Подземные сооружения
«Площадь Восстания» — пилонная станция глубокого заложения (глубина ≈ 58 м). Подземный зал сооружён по проекту архитекторов В. В. Ганкевич, Б. Н. Журавлёва, И. И. Фомина и инженера Е. А. Эрганова.
При строительстве станции произошло проникновение грунтовых вод в метрополитен.
Длина перегона «Владимирская» — «Площадь Восстания» — 848 метров. Это самый короткий перегон в петербургском метрополитене.

### Центральный зал
Тема оформления подземного зала — Октябрьская революция 1917 года.
При проектировании подземной части станции архитекторы применяли классические методы формообразования, что соответствовало традиции, которая преобладала в советской архитектуре 1950-х годов.
Архитекторы сохранили конфигурацию тоннеля, стараясь как можно ближе подойти к габаритам конструкции, и использовать пространство зала с максимальной эффективностью. Задумав сохранить такое очертание станции, архитекторы подчинили этому замыслу всё:
- Цоколь, облицованный красным уральским мрамором, поднимается на высоту всего ~1.05 метра, сверху его ограничивает лепной карниз. Этот цоколь является самым низким среди станций Петербургского метрополитена.
- Свод центрального зала пересечён белыми лепными арками, со встроенными в них световыми дугами. В богатой декоративной отделке использованы элементы архитектуры эпохи классицизма.
- Со стороны центрального зала пилоны украшены декоративными решётками в круглых вентиляционных отверстиях и барельефными медальонами.

Между пересадочным эскалатором и выходом на Московский вокзал на пилонах центрального подземного зала размещены четыре барельефа:
- «Выступление В. И. Ленина в Таврическом дворце». Скульптор А. И. Далиненко (содержит сохранившееся в Санкт-Петербурге изображение И. В. Сталина);
- «В. И. Ленин у шалаша в Разливе». Скульптор В. Б. Пинчук;
- «Выстрел „Авроры“». Скульптор А. В. Разумовский;
- «Выступление Ленина на площади перед Финляндским вокзалом». Скульптор В. И. Татарович.

Торцевую стену центрального подземного зала украшал барельефный портрет В. И. Ленина работы скульпторов А. Г. Плискина и В. И. Сычёва. Был демонтирован при обустройстве второго выхода на поверхность.
Пол центрального зала выложен красным гранитом, возле пилонов имеются полосы из чёрного лабрадорита, со стороны центрального зала украшенные закономерно расположенными декоративными зубчиками, ограниченными белой полосой.

### Посадочные платформы
Путевые стены украшены тем же красным мрамором и декоративным лепным карнизом, как и остальная станция. В нижней части стен проходит полоса плитки чёрного цвета, как и на остальных станциях первой очереди. На дверях путевых стен установлены декоративные решётки с надписью «1955», по году открытия станции. Посадочные платформы освещаются богато декорированными люстрами, сходными по дизайну с использованными тремя годами ранее в оформлении московской «Новослободской», в оформлении которых используются серп и молот, а также пятиконечные звёзды. Крайние люстры расположены на достаточном удалении от концов платформ, из-за чего части станции у порталов тоннелей были освещены слабо. В 2016 году на стенах боковых залов у последних вагонов установлены дополнительные упрощённые светильники в виде светящихся полос, у первых вагонов применено закарнизное освещение прожекторами.
Платформа в сторону станции «Автово» существенно сужена в месте эскалаторного наклона, размещённого над перроном. На противоположной платформе в середине станции потолок поддерживают балки, также разделяя объём платформы на две части.
В 1993 году полы на платформах были заменены с асфальтовых на гранитные, причём гранит на двух разных платформах разный — платформа в сторону «Чернышевской» выложена серым гранитом, а платформа в сторону «Владимирской» — красным.
- Путевая стена станции
- Платформа в сторону станции «Чернышевская»
- Усиленные конструкции свода под путями третьей линии

## Пересадка
Станция является пересадочным узлом к поездам Невско-Василеостровской линии, на станцию «Маяковская».
Значительный пассажиропоток на пересадке привёл к тому, что на станции используется два направления пересадки.

В отличие от пересадочного узла «Гостиный двор» ↔ «Невский проспект», пассажиропотоки при пересадке двухсторонние, однако для пересадки со стороны «Маяковской» дежурные по станции рекомендуют пользоваться пешеходным тоннелем.
На спуск работает один пересадочный эскалатор. Для перехода на станцию «Площадь Восстания» пользуйтесь пешеходным переходом в центре зала.
Были случаи, когда из-за перегруженности выхода на Московский вокзал пассажиров, наоборот, призывали пользоваться эскалаторным переходом в обоих направлениях.

### Малые эскалаторы
Связывают середину станции «Площадь Восстания» и восточный торец «Маяковской». Изначальный проект предусматривал три ленты эскалаторов, после реконструкции в 1992—1993 годах количество эскалаторов увеличено до четырёх.
Эскалаторный наклон оформлен упрощённо, повторяя первоначальную отделку станции. Стены и потолок оштукатурены, освещение внизу закарнизное, наверху по периметру свода утоплены лампы дневного света. Туннели третьей линии значительно выступают из-под потолка станции «Площадь Восстания».
Стена напротив эскалаторного наклона отделана мрамором. На ней висел текст указа Президиума Верховного совета СССР о присвоении метрополитену имени В. И. Ленина.
Во время реконструкции перехода на «Маяковскую» в 1992—1993 годах этот указ был снят.
По состоянию на лето 2007 года на мраморной отделке стены видны следы протечек, большая часть стены закрыта рекламными плакатами.
На полу станции белый узор в месте примыкания перехода заменён на прямую полосу.

### Пешеходный тоннель
Тоннель ведёт от лестницы в южном торце платформы станции «Площадь Восстания», где сходятся пассажиропотоки станции и эскалаторного подъёма на Московский вокзал, к лестничным спускам в центре «Маяковской».
Отделка тоннеля простая, применена плитка двух цветов. Оформление тоннеля пропорциями низкого цоколя и красным цветом перекликается с оформлением станции «Площадь Восстания». Освещение выполнено в виде двух полос ламп дневного света, положенных на металлические подложки. В тоннеле находится медпункт и служба управления движением.
Под станционным тоннелем станции «Маяковская» пешеходный тоннель разделён стенкой надвое, под лестничным спуском со станции находится оригинальный металлический указатель.
- Пешеходный тоннель
- Пешеходный тоннель в час пик
- Стена напротив малых эскалаторов
- Указатель под лестничным спуском
- Вход на станцию

## Происшествия
3 апреля 2017 года около 15:00 (согласно информации сайта «Фонтанка.ру») на станции было обнаружено самодельное взрывное устройство, снаряженное поражающими элементами. Указанное устройство было своевременно обезврежено взрывотехниками УФСБ. Мощность взрывного устройства составила 1 килограмм в тротиловом эквиваленте, само устройство было замаскировано под огнетушитель. Устройство имело дистанционное управление, для его обезвреживания была временно заглушена мобильная связь.

## Путевое развитие
За станцией расположен трёхстрелочный оборотный тупик. В 1967 году он был продлён к станции «Маяковская», став служебной соединительной ветвью. Ранее в тупике находился пункт технического обслуживания (ПТО).

## Наземный общественный транспорт

#### Автобусы
| №   | Пересадки | Конечный пункт 1                               | Конечный пункт 2                               | Примечания |
| --- | --- | ---------------------------------------------- | ---------------------------------------------- | ---------- |
| 3   | Адмиралтейская Невский проспект Гостиный двор Маяковская Московский вокзал Лиговский проспект Обводный канал Московские ворота Электросила Парк Победы Московская Предпортовая | Театральная площадь                            | улица Костюшко                                 |            |
| 7   | Приморская Горный институт Адмиралтейская Невский проспект Гостиный двор | Наличная улица                                 | Площадь Восстания Маяковская Московский вокзал |            |
| 15  | — | Белорусская улица                              | Площадь Восстания Маяковская Московский вокзал |            |
| 22  | Адмиралтейская Невский проспект Гостиный двор Маяковская Московский вокзал Чернышевская                                                                                        | Двинская улица                                 | Улица Стасовой                                 |            |
| 24  | Адмиралтейская Невский проспект Гостиный двор Маяковская Московский вокзал Площадь Александра Невского Новочеркасская Ладожская Ладожский вокзал                               | Василеостровская                               | Хасанская улица                                |            |
| 26  | Лиговский проспект Обводный канал Московские ворота Электросила Парк Победы Московская Ленинский проспект Автово                                                               | Площадь Восстания Маяковская Московский вокзал | АС «Кировский завод»                           |            |
| 27  | Адмиралтейская Невский проспект Гостиный двор Маяковская Московский вокзал Площадь Александра Невского Новочеркасская Ладожская Ладожский вокзал                               | Театральная площадь                            | Белорусская улица                              |            |
| 54  | Маяковская Московский вокзал Лиговский проспект Обводный канал Волковская Бухарестская Международная Проспект Славы Купчино                                                    | Кирочная улица                                 | Малая Балканская улица                         |            |
| 65  | Маяковская Московский вокзал Лиговский проспект Обводный канал Фрунзенская Балтийская Балтийский вокзал                                                                        | Площадь Александра Невского                    | Двинская улица                                 |            |
| 74  | Маяковская Московский вокзал Лиговский проспект Обводный канал Волковская Бухарестская Купчино                                                                                 | Смольный                                       | Малая Балканская улица                         |            |
| 76  | Комендантский проспект Пионерская Новая деревня Чёрная речка Петроградская Горьковская Чернышевская                                                                            | Улица Шаврова                                  | Площадь Восстания Маяковская Московский вокзал |            |
| 91  | Лиговский проспект Обводный канал Волковская Бухарестская Международная | Площадь Восстания Маяковская Московский вокзал | Сортировочная                                  |            |
| 105 | Чернышевская | Площадь Восстания Маяковская Московский вокзал | Пискарёвка                                     |            |
| 141 | Лиговский проспект Обводный канал Проспект Славы Московская Звездная | Площадь Восстания Маяковская Московский вокзал | Звездная улица                                 |            |
| 181 | Сенная площадь Садовая Спасская Невский проспект Гостиный двор Маяковская Московский вокзал                                                                                    | Площадь Репина                                 | Улица Стасовой                                 |            |
| 191 | Чкаловская Спортивная Адмиралтейская Невский проспект Гостиный двор Маяковская Московский вокзал Площадь Александра Невского Новочеркасская Проспект Большевиков Улица Дыбенко | Петроградская                                  | АС «Река Оккервиль»                            |            |

#### Троллейбусы
| №  | Пересадки | Конечный пункт 1                               | Конечный пункт 2           |
| -- | --- | ---------------------------------------------- | -------------------------- |
| 1  | Спортивная Адмиралтейская Невский проспект Гостиный двор Маяковская Московский вокзал Площадь Александра Невского Новочеркасская                 | Петроградская Ординарная улица                 | Улица Маршала Тухачевского |
| 5  | Адмиралтейская Невский проспект Гостиный двор Маяковская Московский вокзал                                                                       | Конногвардейский бульвар                       | Тульская улица             |
| 7  | Спортивная Адмиралтейская Невский проспект Гостиный двор Маяковская Московский вокзал Новочеркасская                                             | Петровская площадь                             | Таллинская улица           |
| 10 | Приморская Горный институт Адмиралтейская Невский проспект Гостиный двор Маяковская Московский вокзал                                            | улица Кораблестроителей                        | Новгородская улица         |
| 11 | Горный институт Адмиралтейская Невский проспект Гостиный двор Маяковская Московский вокзал                                                       | улица Кораблестроителей                        | Тульская улица             |
| 22 | Адмиралтейская Невский проспект Гостиный двор Маяковская Московский вокзал Площадь Александра Невского Новочеркасская Ладожская Ладожский вокзал | площадь Труда                                  | Хасанская улица            |
| 42 | Лиговский проспект Обводный канал Волковская Бухарестская                                                                                        | Площадь Восстания Маяковская Московский вокзал | Сортировочная              |

## Перспективы
Со станции «Площадь Восстания» будет сделана пересадка на планируемую станцию «Знаменская» Шестой линии.

## В литературе
- «Площадь Восстания» фигурирует в постапокалиптическом романе «Питер» Шимуна Врочека. Так, согласно ему, на станции и соседней с ней «Маяковской» спаслись жители Москвы и городов юго-восточного направления, которых окрестили «бордюрщиками».

## В кино
- Улица полна неожиданностей